# بحيرة بيش تاش
بحيرة بيش تاش ( بالقرغيزية: Беш Таш) هي بحيرة صخرية حاجزة تقع في محافظة تالاس بجمهورية قرغيزستان. تتموضع على ارتفاع يقارب 3000 متر فوق سطح البحر، في مجرى نهر بيش تاش، وهو أحد الروافد اليسرى لنهر تالاس.